# سوریندر سینگ سودی
سوریندر سینگ سودی (انگلیسی: Surinder Singh Sodhi؛ زادهٔ ۲۲ ژوئن ۱۹۵۷) بازیکن هاکی روی چمن اهل هند بود.
وی به‌همراه تیم ملی هاکی روی چمن مردان هند به قهرمانی بازی‌های المپیک تابستانی ۱۹۸۰ دست پیدا کرده‌است.